# Концерт для скрипки з оркестром (Сібеліус)
Концерт для скрипки з оркестром Яна Сібеліуса Op. 47, ре мінор, написаний в 1903 році.

## Історія
Початково був присвячений німецькому скрипалю Віллі Бюрмстеру (Willy Burmester), якому передбачалося доручити прем'єрне виконання. Однак, через фінансові причини Сібеліус вирішив здійснити прем'єру цього твору в Гельсінкі, однак Бюрмстер не мав можливості приїхати до Гельсінкі і першим виконавцем концерту 8 лютого 1904 року став Віктор Новачек, професор класу скрипки Гельсінської консерваторії. Однак, автор залишився незадоволеним прем'єрою і зробив другу редакцію концерту, яка вперше прозвучала 19 жовтня 1905 року у виконанні чеського скрипаля Карела Халіра в супроводі берлінського оркестру під орудою Ріхарда Штрауса. Бюрмстер був ображений і назавжди відмовився виконувати цей концерт, і композитор перепосвятив твір Ференцу фон Віксі, угорському скрипалеві, якому на той час було 13 років.
Пізніше виконувалася лише друга версія концерту, тоді як перша залишалася невідомою до 1991 року, коли нащадки композитора дозволили записати першу версію грецькому скрипалеві Леонідасу Кавакосу. У порівнянні з другою, відомою версією, перша містить більше технічних складностей для соліста.

## Структура
Концерт складається з трьох частин:
1. Allegro moderato, Ре мінор, розмір - 2/2
2. Adagio di molto in Сі-бемоль мажор, розмір - 4/4
3. Allegro, ma non tanto, Ре-мажор, розмір - 3/4

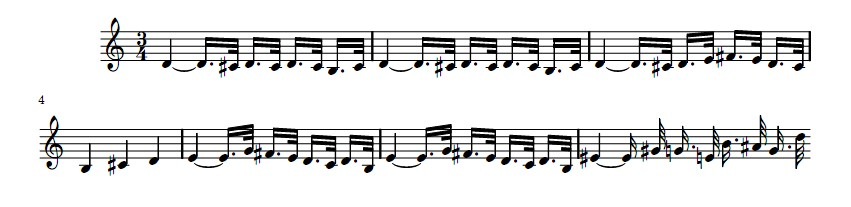
початок третьої частини